# Siepmann
 (janvier 2023).
La mise en forme du texte ne suit pas les recommandations de Wikipédia : il faut le « wikifier ».
Les points d'amélioration suivants sont les cas les plus fréquents :
- Les titres sont pré-formatés par le logiciel. Ils ne sont ni en capitales, ni en gras.
- Le texte ne doit pas être écrit en capitales (les noms de famille non plus), ni en gras, ni en italique, ni en « petit »…
- Le gras n'est utilisé que pour surligner le titre de l'article dans l'introduction, une seule fois.
- L'italique est rarement utilisé : mots en langue étrangère, titres d'œuvres, noms de bateaux, etc.
- Les citations ne sont pas en italique mais en corps de texte normal. Elles sont entourées par des guillemets français : « et ».
- Les listes à puces sont à éviter, des paragraphes rédigés étant largement préférés. Les tableaux sont à réserver à la présentation de données structurées (résultats, etc.).
- Les appels de note de bas de page (petits chiffres en exposant, introduits par l'outil «  Source ») sont à placer entre la fin de phrase et le point final[comme ça].
- Les liens internes (vers d'autres articles de Wikipédia) sont à choisir avec parcimonie. Créez des liens vers des articles approfondissant le sujet. Les termes génériques sans rapport avec le sujet sont à éviter, ainsi que les répétitions de liens vers un même terme.
- Les liens externes sont à placer uniquement dans une section « Liens externes », à la fin de l'article. Ces liens sont à choisir avec parcimonie suivant les règles définies. Si un lien sert de source à l'article, son insertion dans le texte est à faire par les notes de bas de page.
- La présentation des références doit suivre les conventions bibliographiques. Il est recommandé d'utiliser les modèles {{Ouvrage}}, {{Chapitre}}, {{Article}}, {{Lien web}} et/ou {{Bibliographie}}. Le mode d'édition visuel peut mettre en forme automatiquement les références.
- Insérer une infobox (cadre d'informations à droite) n'est pas obligatoire pour parachever la mise en page.

Pour une aide détaillée, merci de consulter Aide:Wikification.
Si vous pensez que ces points ont été résolus, vous pouvez retirer ce bandeau et améliorer la mise en forme d'un autre article.
Siepmann même Groupe Siepmann est une multinationale allemande de l'industrie sidérurgique et des forgerons. Fondée le 2 Février 1891 par Louis Peters, grossiste de charbon, qui a repris la société en faillite Huesing (anciennement Bergenthal & Gabriel) à Warstein. En 1892, la direction a été reprise par ses beaux-frères Emil et Hugo Siepmann, qui exploitaient Peters & Cie , après quoi, grâce à une importante commande d'armement, le nom de l'entreprise a été changé en Siepmann-Werke OHG en 1938. Son siège social est situé dans la commune de Belecke en Westphalie. Elle est dirigée par Korinna Schwittay (née Siepmann), l'arrière petit-fille d'Hugo Siepmann avec un participation minoritaire détenue par Nicolai Siepmann (né Voswinckel), arrière petit-fils d'Emil Siepmann.
Le groupe de sociétés comprend Siepmann-Werke GmbH & Co. KG (sidéurgique/forgeron) et PERSTA-Stahlarmaturen GmbH & Co. KG (raccords et vannes). Le groupe est une propriété privée de la famille Siepmann.

## Structure d'entreprise
Le groupe Siepmann est détenu majoritairement par le groupe d'actionnaires Hugo Siepmann avec une participation minoritaire par le groupe d'actionnaires Emil Siepmann. L'administration de toutes les participations du secteur industriel relève de la responsabilité de Siepmann-Industries GmbH & Co KG et de Siepmann Beteiligungs-GmbH (Financière Siepmann). Le groupe comprend les sociétés/filiales suivantes:
- Siepmann-Werke GmbH & Co KG, Belecke
- PERSTA Stahlarmaturen GmbH & Co KG, Belecke
- SD Machining GmbH, Warstein

En outre, il y avait des succursales commerciales appartenant à l'entreprise à Essen (Allemagne) et à Montréal (Canada)

## Produits
Les produits du Groupe sont principalement utilisés dans les domaines suivants :
- véhicules ferroviaires
- l'énergie éolienne
- industrie lourde
- industrie des vannes
- industrie maritime
- machines de construction
- industrie manufacturière
- Usinage SD
- Exploitation minière

## Direction

### Actionnariat
SIEPMANN INDUSTRIES GmbH & Co. KG
- Dipl.-Ing., Dipl.-Wirtsch.-Ing. Nicolai Siepmann

### Conseil consultatif
- Dipl.-Ing., Dipl.-Wirtsch.-Ing. Nicolai Siepmann (né Voswinckel)
- Prof. Dr.-Ing. Gerd Jäger
- Prof. Dr.-Ing. Matthias Kleiner

### Direction
- Dipl.-Jur., MBA Korinna Schwittay (née Siepmann), directrice générale

## Histoire

### Fondation par Bergenthal et Gabriel en 1834
L'entreprise a eu un précurseur dans une entreprise fondée par Wilhelm Bergenthal. Bergenthal avait transféré les principes de production de la région du Sauerland de Brandebourg à la région de Warstein pour la fabrication de pelles en tôle d'acier. En 1834, avec son beau-frère Ferdinand Gabriel, Bergenthal a commencé à construire l'usine de fer à Warstein. En tant que l'un des premiers en Westphalie, il a construit une fabrique de flaques d'eau en 1836. Entre autres choses, un laminoir et un marteau d'affinage de l'acier y étaient rattachés. En 1855, le Puddlingwerk des métiers Ferdinand Gabriel et Wilhelm Bergenthal produisait des articles en fonte, des barres de fer, des haches et d'autres articles d'une valeur de 353 303 francs avec 309 ouvriers. Cette société a ensuite été fusionnée avec Hoesch AG et le groupe Siepmann.,

### Reprise d'entreprise de Louis Peters en 1891
Après sa faillite, Louis Peters reprend l'entreprise de Warstein en 1891 sous le nom de Peters & Cie. Dès le début, cependant, la direction fut entre les mains des frères Hugo Siepmann (1868-1950) et Emil Siepmann (1863-1950), qui purent reprendre la majorité des affaires de leur beau-frère entre 1895 et 1911. L'entreprise a été transformée en forge. En plus de l'usine de Warstein, une autre a été construite à Belecke avec une liaison ferroviaire. Le nombre d'employés en 1890 était de 90 personnes.

### Première Guerre mondiale (1914-1918)
Pendant la Première Guerre mondiale, l'entreprise a notamment bénéficié de commandes d'armements. Non seulement à cause du manque de charbon, mais aussi à cause de la difficile reconversion à l'économie de temps de paix, l'entreprise est momentanément inactive. Après la Première Guerre mondiale, on fabrique notamment des pièces pour la construction de bicyclettes et d'automobiles, des pièces forgées pour les locomotives et les wagons de chemin de fer, pour l'industrie électrique et pour les machines agricoles. Après la Première Guerre mondiale, l'entreprise employait 320 ouvriers et commis.

### Siepmann pendant la Seconde Guerre mondiale (1939-1945)
Après que la forge a reçu une commande gouvernementale en 1938, le nom a été changé en Siepmann Werke. Vers la fin de la Seconde Guerre mondiale, l'entreprise comptait entre 1700[5] et 2000 employés, y compris des travailleurs forcés. La superficie de l'usine de production de Belecke est passée de 2 600 m² lors de sa création à 26 000 m² en 1944. Les ventes et la main-d'œuvre ont culminé en 1944. Les usines Siepmann employaient à elles seules 572 travailleurs forcés russes. Après la fin de la guerre, de grandes parties de l'usine ont été démantelées. Néanmoins, le nombre d'employés augmente à nouveau pour atteindre 1300 en 1960. En mars 1963, une forte explosion se produit à l'usine. 20 employés sont morts dans l'accident et il y a également eu de nombreux blessés.

#### Influence de la famille Siepmann
En tant qu'entreprise internationale de taille moyenne, elle a connu une croissance constante. Sous la deuxième génération, Walter Siepmann Sr (1902-1984) et Alfred Siepmann (1899-1973) ont été nommés au conseil de surveillance par Alfried Krupp von Bohlen und Hallbach. Le groupe a poursuivi sa croissance avec la création de PERSTA-Stahlarmaturen GmbH & Co. KG. La troisième génération s'est concentrée sur l'automatisation et en 2014, Korinna Schwittay (née Siepmann) est devenue la quatrième génération d'entrepreneurs à rejoindre l'entreprise.